# Булдир (вулкан)
Вулкан Булдир — неактивний стратовулкан, що знаходиться на острові Булдир (Алеутські острови, шт. Аляска, США). Його описують як найзахідніший вулканічний центр Алеутської вулканічной дуги.

## Географія та геологія
Будова вулкану змінювалася з часом: від паразитичного кратеру до сучасного стратовулкану складеного базальтовими покровами та пірокластичними уламками. Жерло на вершині гори складено переважно туфами і розміщено у древній кальдері.

## Інші посилання
Список вулканів світу